# Супремум
Супремум (точна верхня межа) (лат. supremum — найвищий) підмножини S частково впорядкованої множини (P,≤) — це найменша верхня межа S.
Позначається {\displaystyle \sup S}.

## Визначення
Визначення інфімума чи супремума використовує визначення нижньої чи верхньої межі для підмножини в частково впорядкованій множині.